# Ferie zimowe Fineasza i Ferba
Ferie zimowe Fineasza i Ferba – specjalny, świąteczny odcinek serialu Fineasz i Ferb. Do odcinka napisano siedem oryginalnych piosenek. Odcinek zyskał 2,62 miliona widzów na Disney XD w Stanach Zjednoczonych co jest rekordem tej stacji. Jest to pierwszy odcinek, którego fabuła nie rozgrywa się w lecie.
Premiera odcinka w USA odbyła się 6 grudnia 2009 roku, zaś w Polsce 24 grudnia tego samego roku na Disney XD oraz dzień później na Disney Channel

## Fabuła
Nadchodzą Święta. Fineasz i Ferb zaczynają poranek od ulepszenia swoich łóżek i przelotu nimi nad miastem. Tymczasem Fretka dostaje telefon od mamy, że samolot ich dziadków przylatuje z opóźnieniem. Ma ona jednak inne zmartwienie, gdyż dowiedziała się, że Jeremiasz ma dla niej idealny prezent. Zastanawiała się więc, jaki to mógł być prezent. Jej młodsi bracia podsuwają jej pomysł, aby napisała z nim list do św. Mikołaja. Oni zaś postanawiają budować na dachu swojego domu miejsce, w którym św. Mikołaj i jego renifery będą mogły odpocząć.
W tym samym czasie Pepe Pan Dziobak udaje się do agencji na imprezę. Dostaje tam prezent, którym jest płyta z kolędami. Musi udać się do Dundersztyca. Po dotarciu okazuje się, że szalony naukowiec szuka sposobu na znienawidzenie Gwiazdki. Chce on użyć swojego inatora, który dostał od kuzyna, aby wszyscy w Danville stali się niegrzeczni. Przychodzą do niego kolędnicy prosząc o pudding. Wszystko tak się potoczyło, że wystrzelił on promień swojego wynalazku i znienawidził Święta.
Fineasz i Ferb chcą je naprawić, gdy dowiadują się od elfów z bieguna o tym, co zaszło. Budują więc latające urządzenie i z pomocą elfów, Izabeli, Buforda oraz Baljeeta roznoszą prezenty. Kiedy wracają do domu widzą dym z kominka w domku dla Mikołaja. Chce on zabrać go ze sobą i obdarza przy okazji przyjaciół prezentami. Następnego dnia ich dziadkowie wracają, Fretka daje Jeremiaszowi prezent (vice versa). Oboje są zadowoleni, podobnie jak ludzie z miasta.

## Ścieżka dźwiękowa
Na podstawie odcinka w USA został wydany album Phineas and Ferb: Holiday Favourites zawierający 16 piosenek. W albumie ukazały się nie tylko utwory pochodzące z odcinka, ale też inne, nawiązujące do Świąt Bożego Narodzenia, np. „Run Rudolph Run”, „The Christmas Song”, „Let It Snow, Let It Snow, Let It Snow” lub „We Wish You A Merry Christmas”.

## Piosenki
- Specjalna, świąteczna czołówka, znana również jako Ferie zimowe. Jest to pierwsza piosenka śpiewana przez artystów.
- Duch Bożego Narodzenia – druga piosenka śpiewana przez artystów.
- Nie nienawidzę Gwiazdki – piosenka Dundersztyca.
- Jak naprawić błąd? – pierwsza piosenka Fineasza, gościnnie zaśpiewali jego przyjaciele.
- Hej, Mikołaju nasz! – druga piosenka Fineasza, gościnnie wystąpili jego przyjaciele. W piosence słychać również artystów.
- Magia Świąt – trzecia piosenka śpiewana przez artystów.
- Mikołaju, dziękujemy Ci – czwarta piosenka śpiewana przez artystów.

## Polski dubbing
Wersja Polska: SDI Media Polska

Kierownik Muzyczny: Juliusz Kuźnik

Wystąpili:
- Wit Apostolakis-Gluziński – Fineasz
- Mateusz Narloch – Ferb
- Monika Pikuła – Fretka
- Justyna Bojczuk – Izabella
- Cezary Kwieciński – Buford
- Anna Apostolakis – Baljeet
- Agnieszka Kunikowska – Mama
- Robert Tondera
  - Tata
  - Bałwan
- Wojciech Paszkowski – Heinz Dundersztyc
- Dariusz Odija – Major Monogram
- Krzysztof Szczerbiński – Carl
- Zbigniew Konopka – Mikołaj
- Grzegorz Drojewski – Jeremiasz
- Jakub Szydłowski
- Artur Kaczmarski
- Anna Sochacka

i inni

## Fineasz i Ferb: Dziobakowe Święta
3 grudnia 2010 roku w USA wyemitowany wersję rozszerzoną odcinka. Do premiery w Polsce doszło 11 grudnia na Disney XD oraz 18 grudnia na Disney Channel. W odcinku znalazła się jedna piosenka więcej oraz kilka dialogów.

### Piosenki
- Specjalna, świąteczna czołówka, znana również jako Ferie zimowe. Jest to pierwsza piosenka śpiewana przez artystów.
- Co mam mu dać? – piosenka Fretki, gościnnie występują artyści.
- Duch Bożego Narodzenia – druga piosenka śpiewana przez artystów.
- Nie nienawidzę Gwiazdki – piosenka Dundersztyca.
- Jak naprawić błąd? – pierwsza piosenka Fineasza, gościnnie zaśpiewali jego przyjaciele.
- Hej, Mikołaju nasz! – druga piosenka Fineasza, gościnnie wystąpili jego przyjaciele. W piosence słychać również artystów.
- Magia Świąt – trzecia piosenka śpiewana przez artystów.
- Mikołaju, dziękujemy Ci – czwarta piosenka śpiewana przez artystów.

### Polski dubbing
Wersja Polska: SDI Media Polska

Kierownik Muzyczny: Juliusz Kuźnik

Wystąpili:
- Wit Apostolakis-Gluziński – Fineasz
- Mateusz Narloch – Ferb
- Monika Pikuła – Fretka
- Justyna Bojczuk – Izabella
- Cezary Kwieciński – Buford
- Anna Apostolakis – Baljeet
- Agnieszka Kunikowska – Mama
- Robert Tondera
  - Tata
  - Bałwan
- Wojciech Paszkowski – Heinz Dundersztyc
- Dariusz Odija – Major Monogram
- Krzysztof Szczerbiński – Carl
- Zbigniew Konopka – Mikołaj
- Grzegorz Drojewski – Jeremiasz
- Jakub Szydłowski
- Artur Kaczmarski
- Anna Sochacka

i inni